# Dierama
Dierama é um género botânico pertencente à família Iridaceae.